# 巨蛋駅

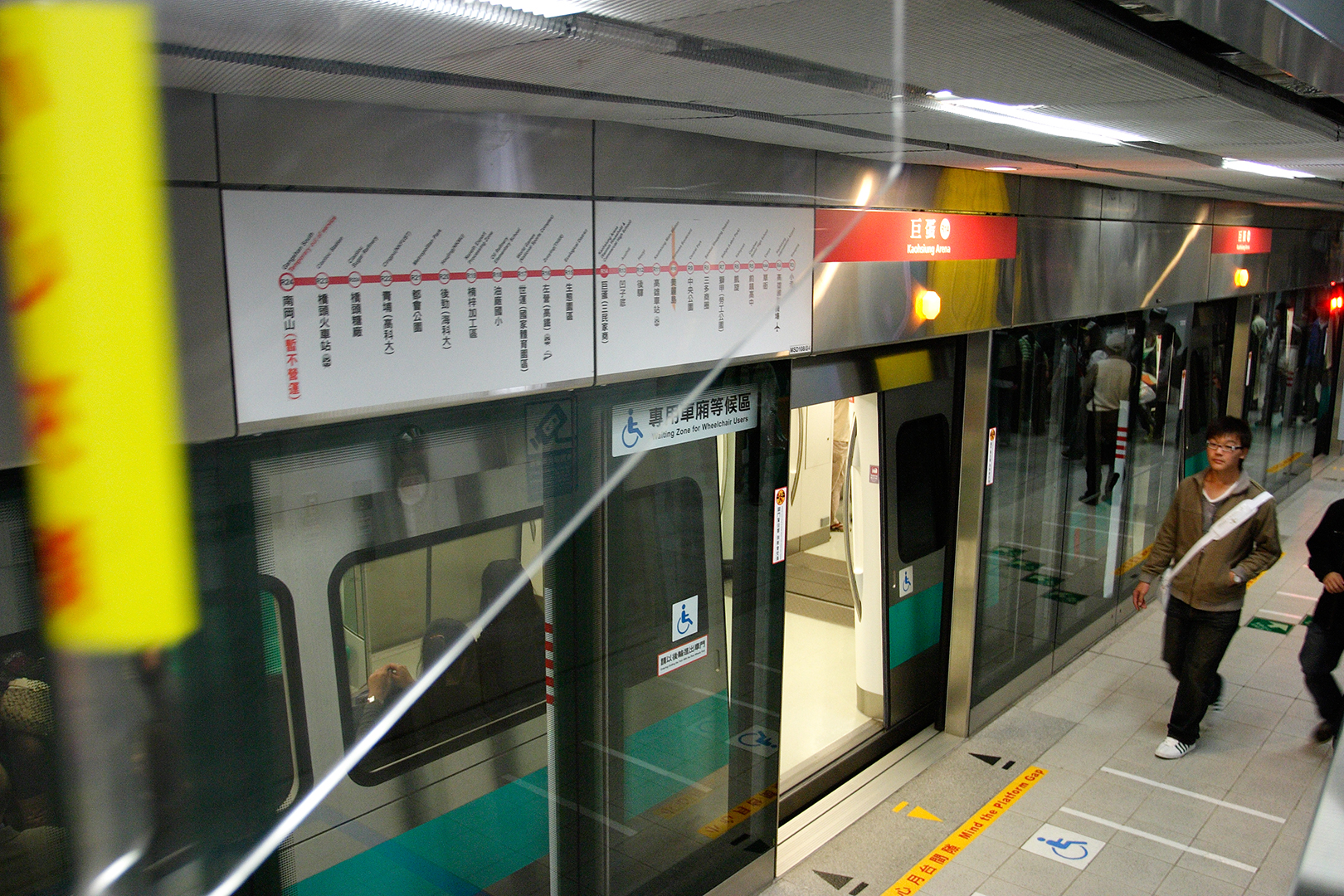
巨蛋駅ホーム

巨蛋駅（きょたんえき）は台湾高雄市左営区と鼓山区に跨り位置する高雄捷運紅線の駅。博愛二路の地下で裕誠路との交差点に位置し、駅番号はR14。計画時の名称は三民家商駅だったが、開業前に付近の高雄アリーナ（高雄巨蛋）にちなみ巨蛋駅と名付けられ、三民家商は副駅名となった。また、「巨蛋」は元々台湾語にはない新語（台湾語では卵を表す際、北京語等では一般的な「蛋」という字を用いず、中国語の古語である「卵」の字を用いる）であるため、以前は車内放送において台湾語や客家語では「巨卵」と放送していた。しかし、後にいずれも国語の発音（ジュダン）に改められた。

## 歴史
- 2008年3月9日 - 高雄捷運紅線の「橋頭～小港」間が正式に開通した[5]。

## 駅構造
3層構造でホームドア付き島式ホーム1面2線の地下駅であり、5箇所の出入口がある。

## 駅階層
| 地面    | 出入口                         | 出入口                                      |
| 地下2階 | コンコース階                   | コンコース、案内所、自動券売機、自動改札口  |
| 地下2階 | コンコース階                   | トイレ（改札口の外、出口2、4近く）          |
| 地下3階 | 1番ホーム                      | ←■紅線 高雄車站・小港方面（凹子底駅）       |
| 地下3階 | 島式ホーム、左側のドアが開く。 |                                             |
| 地下3階 | 2番ホーム                      | ■紅線 左営／高鉄・岡山駅方面（生態園区駅）→ |

## 駅出口
出口1、2は駅南端、出口3、4、5は駅北端にあり、出口2にはバリアフリーのエレベーターがある。
- 出口1：三民家商（裕誠路北側、博愛二路交差点）
- 出口2：明誠公園（博愛二路西側、裕誠路交差点）
- 出口3：三民家商（博愛二路西側、裕誠路交差点）
- 出口4：大八大飯店（博愛二路東側）
- 出口5：高雄巨蛋、漢神巨蛋（博愛二路西側）

## 利用状況
2008年9月の1日平均利用者数は21,268人で、高雄捷運では3番目の多さである（上位2つは美麗島駅と高雄駅）。
| 年   | 年間      | 年間      | 年間       | 年間     | 1日平均 | 1日平均 |
| 年   | 乗車      | 下車      | 乗下車計   | 出典     | 乗車    | 乗下車  |
| ---- | --------- | --------- | ---------- | -------- | ------- | ------- |
| 2008 | 2,778,370 | 2,833,923 | 5,612,293  | [ ** 1 ] | 10,329  | 20,864  |
| 2009 | 3,532,614 | 3,621,637 | 7,154,251  | [ * 2 ]  | 9,678   | 19,601  |
| 2010 | 3,608,360 | 3,732,122 | 7,340,482  | [ * 3 ]  | 9,886   | 20,111  |
| 2011 | 3,954,792 | 4,102,842 | 8,057,634  | [ * 4 ]  | 10,835  | 22,076  |
| 2012 | 4,499,641 | 4,672,990 | 9,172,631  | [ * 4 ]  | 12,294  | 25,062  |
| 2013 | 4,719,879 | 4,882,962 | 9,602,841  | [ * 4 ]  | 12,931  | 26,309  |
| 2014 | 4,691,762 | 4,869,062 | 9,560,824  | [ * 4 ]  | 12,854  | 26,194  |
| 2015 | 4,757,466 | 4,924,561 | 9,682,027  | [ * 4 ]  | 13,034  | 26,526  |
| 2016 | 4,968,003 | 5,123,731 | 10,091,734 | [ * 4 ]  | 13,574  | 27,573  |
| 2017 | 5,205,631 | 5,366,932 | 10,572,563 | [ * 4 ]  | 14,262  | 28,966  |
| 2018 | 5,204,872 | 5,386,416 | 10,591,288 | [ * 4 ]  | 14,260  | 29,017  |
| 2019 | 5,182,135 | 5,356,671 | 10,538,806 | [ * 4 ]  | 14,198  | 28,873  |
| 2020 | 3,687,740 | 3,839,085 | 7,526,825  | [ * 4 ]  | 10,076  | 20,565  |

- 統計に関する出典

註釈
1. ↑  3月8日開業後の運営日数は296日だが、統計は有料化開始の4月7日以降269日で算出している[* 1] ）

出典
1. ↑  （繁体字中国語）高雄捷運公司 (2009年1月10日). “高雄都會區大眾捷運系統各站旅運量統計表”.   高雄市政府交通局. p. 頁10. 2019年5月5日閲覧。
2. ↑  （繁体字中国語）“高雄都會區大眾捷運系統各站旅運量統計表 中華民國98年”.   高雄市政府捷運工程局. p. 頁13 (2009年1月10日). 2019年10月27日閲覧。
3. ↑  （繁体字中国語）“高雄都會區大眾捷運系統各站旅運量統計表 中華民國99年”.   高雄市政府捷運工程局. p. 頁13. 2019年10月27日閲覧。
4. ↑  （繁体字中国語）“高雄都會區大眾捷運系統各站旅運量-年 依 年, 捷運站別 與 入出站”.   高雄市政府交通局 (2021年3月12日). 2021年3月12日閲覧。 高雄市統計資訊服務網

## バス路線
高雄市公車（市轄バス）
- 301系統（加昌站 - 高雄駅)
- 224系統（金獅湖站 - 捷運巨蛋駅)
- 17系統（左営北站 - 国立高雄応用科技大学)
- 紅33系統（捷運凹子底駅 - 捷運巨蛋駅)
- 紅36系統（果貿社区 - 捷運巨蛋駅 - 文藻外語大学)

## 隣の駅
高雄捷運
■紅線
生態園区駅 - 巨蛋駅 - 凹子底駅

### 註釈
1. ↑  同様に、巨蛋を名乗る台北捷運の台北小巨蛋駅の場合、当初は全て国語発音で放送していたのを、台湾語、客家語の発音に改めている[3]。